# Eurycoccus saudiensis
Eurycoccus saudiensis är en insektsart som beskrevs av Matile-ferrero 1988. Eurycoccus saudiensis ingår i släktet Eurycoccus och familjen ullsköldlöss.
Artens utbredningsområde är Saudiarabien. Inga underarter finns listade i Catalogue of Life.